# President- och parlamentsvalet i Kenya 2022
| Huvudkandidaterna William Ruto och Raila Odinga. |  | Huvudkandidaterna William Ruto och Raila Odinga. |
| Huvudkandidaterna William Ruto och Raila Odinga. |  |                                                  |

President- och parlamentsvalet i Kenya 2022 hölls 9 augusti 2022. Omkring 65 % av de valberättigade deltog, vilket är en kraftig minskning från cirka 80 % vid valet 2017.
Presidentvalet vanns av vicepresidenten William Ruto, som fick 50,5 % av rösterna. Utmanaren Raila Odinga ansåg att fusk ägt rum, och överklagade valresultatet till landets högsta domstol. 5 september avslog Högsta domstolen överklagan, och Ruto tillträdde ämbetet 13 september.